# 浅草フランス座演芸場東洋館
浅草フランス座演芸場東洋館（あさくさフランスざえんげいじょうとうようかん）は、東京都台東区浅草の浅草公園六区に所在する演芸場。東洋館の通称で営業している。東洋興業株式会社経営。かつては長い間ストリップ劇場として営業していた。

## 概要
現在はいろもの（漫才、漫談など）を中心とした演芸場。建物を同じくする姉妹館・浅草演芸ホール（落語中心の寄席）とともに、歴史ある浅草お笑い文化の一角を担う存在である。
浅草演芸ホールと同じく年中無休である。年末年始については特別興行を編成する（後述）。なお、通常の興行は昼のみで夜は貸席となる。

## 番組
漫才協会、東京演芸協会、ボーイズバラエティ協会の各色物演芸団体の定席が設けられる。また、浅草演芸ホールをはじめとした寄席に出演できない円楽一門会、落語立川流の噺家も出演（噺家は漫才協会の定席を除く）し、さらに毎月末には独自のお笑いライブも催すなど、東京演芸の振興に一役買っている。
- 上席（毎月1-9日、1月のみ6-9日）：漫才協会の定席興行（「漫才大行進」）。
- 毎月10日：「東洋館スペシャル寄席」として、漫才協会主催で「漫才特選会」と銘打たれた特別興行となる。出演者は漫才協会所属芸人となる。
- 中席（毎月11-19日）：漫才協会の定席興行（「漫才大行進」）。
- 毎月20日：「東洋館スペシャル寄席」として、東京演芸協会主催で「多流寄席」と銘打たれた特別興行となる。出演者は東京演芸協会所属の芸人が主体となるが、所属外の芸人もゲストとして多数出演する（猫ひろし、モロ師岡などが常連ゲストとして出演）。
- 下席（毎月21-29日）：ボーイズバラエティ協会（奇数月）、東京演芸協会（偶数月）がそれぞれ各月交互で定席興行が行われる。以前は、両協会とも毎月定席興行が行われていたが、2012年4月以降、現在の交互月開催になった。
- 毎月30日（2月除く）：「東洋館スペシャル寄席」としてボーイズバラエティ協会主催で「特選 ボーイズ＆バラエティ」と銘打たれた特別興行となる。出演者はボーイズバラエティ協会所属の芸人が主体となるが、所属外の芸人もゲストとして出演することがある。
- 31日（12月除く）：「東洋館スペシャル寄席」として、東洋館に出演する各協会混合番組による特別興行となる。出演者は各協会所属の芸人が主体となるが、所属外の芸人もゲストとして出演することがある。

年末は浅草演芸ホールと同様に27日までが定席興行となり、28日以降は東洋館スペシャル寄席「年末特番」と銘打たれた特別興行（各団体混合番組）となる。このうち30日は漫才協会が浅草演芸ホールで「漫才大会」（2019年までは「年忘れ漫才大行進」）を行うため、同日に東洋館は主に落語協会所属の噺家（円楽一門会・立川流も出演）を中心に落語メインの特別興行を行っている。31日の「年末特番」の大トリは松鶴家千とせが2020年まで務めていたが、2021年からはぴろきが務めている（千とせは2022年2月死去）。
毎年初席は1月1日から5日まで、浅草演芸ホールとともに落語協会の定席として使用されており、ビルの中を上下して相互の寄席に出演する芸人も多い。以前は初席のみ客は一枚のチケットでどちらにも行けたが、2024年現在では演芸ホール・東洋館相互の移動は不可能となっている。この興行は三部制であり、東洋館の初席主任は第1部：林家木久扇、第2部：柳家権太楼、第3部：柳家喬太郎が例年務めている。

## 歴史

### ストリップ劇場の開場
第二次世界大戦前、この地に三友館という映画館があった。戦後、この三友館の支配人であった松倉宇七（東洋興業創業者）はストリップ劇場・ロック座の成功に伴い、1951年にこの地に同じくストリップ劇場・フランス座を開設。開設に際し松倉はロック座に通い詰めていた作家の永井荷風に新館の命名を依頼、荷風が即答したのが「フランス座」であるという。

### ストリップとお笑いの殿堂
舞踊中心の上品なストリップと幕間の爆笑コントを売り物にしていた。コントを演じていたのが「主な出身者」で記されている芸人たちで、いわゆる浅草芸人としていずれも大スターとなった。無名時代の井上ひさしが劇場座付き作者をつとめたことがあり、照明係など雑用をこなしながら、同劇場のコント台本を担当した。井上はこの劇場のことを「ストリップ界の東京大学」と言っていた。だがそんな彼らもほとんどはテレビの世界に移り、浅草のスターから日本のスターへとのしあがっていった。

### 東洋劇場とフランス座
1959年に建物を改築するため一旦閉場し、新築したビルの1Fに通常の劇場（「東洋劇場」）を開設し、上階にフランス座を再開した。

松倉はもともと演劇青年で、それも自分が演出した演劇をやってみたかったのである。その舞台として東洋劇場が作られた。東洋劇場では専属の俳優や演出家を抱え、軽演劇主体の興行を行っており、研修生の中には萩本欽一や青空球児などがいて研鑽を重ね、なかには萩本のように上階のフランス座へ出向する者もいた。しかし、専属主演女優（炎加世子）の夜逃げなどアクシデントもあり、営業成績という点ではお荷物になっていった。一方のフランス座も1964年看板をいったん降ろし、代わりに落語定席の寄席（浅草演芸ホール）を開設していた。その後東洋劇場は軽演劇を取り止め、成人映画と実演（女優のストリップ）を併演するようになっていた。

1971年、東洋興業は東洋劇場の閉鎖を決断。東洋劇場が入っていた（すなわちかつてのフランス座だった）1Fに浅草演芸ホールを移転し、空いた上階で、フランス座を三度開場することにした。再開場したフランス座だが、猥雑が売り物の関西系ストリップが全盛になるにつれ「健全すぎる」フランス座の舞台はサービス不足とみなされ、浅草の斜陽化もあり客足が減る一方であった。東洋興業はストリップの直営を取り止め、一座に一切を運営委託する歩興行に切り替えた。この歩興行を引き受けたのが「浅草の師匠」の異名を持つコメディアンの深見千三郎であった。

### ビートたけしの古巣
北野武は、ここですさまじくキレのあるコントを演じていた深見に弟子入りし、芸人への第一歩を踏み出す。エレベーターボーイをしながらコントやタップダンスを学んだ。また、兼子二郎（後のビートきよし）と出会い、後の漫才ブームの牽引役となる「ツービート」結成のきっかけとなった場所でもある。たけしは大スターになってから自分の弟子であるたけし軍団の軍団員（当地浅草での修行にちなみ浅草キッドと命名）を修行に出す。しかし、当時の支配人である岡山良男がろくに給料を支払わなかった事から軍団員は劇場への恨みを募らせ、機材をめちゃくちゃに破壊するなどの報復を行い、最終的にはたけし自身も激怒して軍団員を引き揚げている。

### 演芸場への転身
浅草の斜陽化に加えて旧態依然のストリップ興行は不振の一途を辿っていた。東洋興業がとった決断はストリップから完全に手を引く事であった。1999年にストリップ興行を打ち切る。翌2000年改装の上、落語、講談、浪曲以外のいろもの寄席「浅草フランス座演芸場東洋館」に改称。演芸興行に切り替える。

毎月上席（1日～9日）は漫才協会、中席（11日～19日）は東京演芸協会、下席（21日～29日）はボーイズ・バラエティー協会の各団体の定席興行が行われることになったが、2012年4月以降は中席も漫才協会が受け持つことになり、下席を東京演芸協会とボーイズ・バラエティー協会が隔月交互に受け持つ形に変更され、現在に至っている。

### 2020年新型コロナウイルス感染症流行への対応
2020年(令和2年)、新型コロナウイルス感染症流行に関する政府の緊急事態宣言とそれに伴う営業自粛要請を受け、3月30日から6月19日まで昼公演を中止した。
同年12月「漫才大行進」（漫才協会主催）1日公演出演者1名が12月3日午後に新型コロナウイルスの陽性と判明。12月4日より10日までの同公演、以降12月19日までの公演が中止となった。消毒・感染予防対策の上、12月20日「東洋館スペシャル寄席～多流寄席」(東京演芸協会主催）から公演が再開された。

## 主な出身者
- 八波むと志
- 南利明
- 渥美清
- 関敬六
- 谷幹一
- 佐山俊二
- 海野かつを
- 深見千三郎
- 東八郎
- 山本昌平
- 萩本欽一
- 坂上二郎（安藤ロールの名で出演）
- ビートたけし（北千太の名で出演）
- ビートきよし
- 斎藤清六
- 浅草キッド
- 冷蔵庫マン

## 備考
- ストリップ全盛期は新宿フランス座・上野フランス座・池袋フランス座の姉妹劇場があった。なお、新宿フランス座からは三波伸介を生み出している。
- 東洋興業は一時期、軟式野球に力を入れ、軟式野球チーム「フランス座」というチームを持っていた。このチームのエース・土橋正幸はのちにプロ野球・東映フライヤーズに入団し、エースとして活躍。後にヤクルトスワローズの監督にも就任した。文芸部員だった井上ひさしも捕手としてチームに参加し、土橋とバッテリーを組んでいた。
- 2002年から「デジタルフランス座」という動画配信サイトを運営していたが[4]、2024年時点では消滅。

## 書籍
- 松倉久幸『浅草で、渥美清、由利徹、三波伸介、伊東四朗、東八郎、萩本欽一、ビートたけし…が歌った、踊った、喋った、泣いた、笑われた。』ゴマブックス。ISBN 978-4901465205 当劇場社長の著書。当劇場の歴史
- 井上ひさし編著『浅草フランス座の時間』文春ネスコ。ISBN 978-4890361236 フランス座・元座付き作者によるフランス座の歴史
- ビートたけし『浅草キッド』新潮文庫。当劇場で育った芸人の自伝的小説。